# ソーラー・オービター
ソーラー・オービター (Solar Orbiter, SolO) は、欧州宇宙機関 (ESA) の太陽観測衛星。2020年2月10日 (UTC) にケネディ宇宙センターからアトラスVで打ち上げられた。地球からの観測が難しい太陽の極地方を詳細に観測し、内太陽圏と太陽風の発生過程の測定を目的としている。どちらも「太陽がどのように太陽圏を作り、影響を及ぼしているのか？」という問いに答えるものである。

## 概要

太陽の見かけの大きさの比較。地球から（左、1天文単位）とソーラー・オービターから（右、0.284天文単位）

ソーラー・オービターは、ESAのCosmic Vision 2015-2025プログラムの中規模ミッションの初の衛星（M1ミッション）として選ばれた。当初2018年10月に打ち上げの計画であったが延期され、2020年2月に打ち上げられた。
ソーラー・オービターは、水星の近日点の内側の60太陽半径（0.284天文単位（au））以内の距離まで迫って太陽を観測する。0.9から0.28auの距離の楕円軌道で太陽を周回する（168日間の周期で周回）。ノミナル運用時の軌道傾斜角は25度であるが、ノミナル運用を終えて延長ミッションに入ると軌道傾斜角を34度にあげる予定。打上げ後、地球と金星の重力で軌道を変え、打上から3年半後に運用軌道に到着する予定。ソーラー・オービターは太陽にかなり接近するため、機体の表面温度は520 °Cにも達する。このため分厚い耐熱シールド（骨炭を使用した多層構造のチタン製遮熱板）で衛星本体を保護する。

## 目的
- コロナからの太陽風や磁場はどのように、またどこから出ているのか？
- 太陽はどのように太陽圏内を移動するのか？
- 表面の爆発で太陽圏を満たしているエネルギーを持った粒子がどのように生産されるのか？
- 太陽と太陽圏の間の結びつきに太陽ダイナモがどのような役割を果たしているのか？

## ペイロード
搭載する観測機器は、以下のようなものである。
- 太陽風分析器
- エネルギー粒子検出器
- 磁気計
- 電波・プラズマ波分析器
- 偏光・日震撮像装置
- 高解像度撮像装置
- スペクトル撮像装置
- X線分光計/望遠鏡
- コロナグラフ
- 太陽圏撮像装置